# Poprad-Tatry (nádraží)
Poprad-Tatry je železniční stanice v Popradu v severní části Slovenska. Leží na železniční trati Košice–Žilina (č. 180) a je také koncovou stanicí pro Tatranskou elektrickou železnici. Stanice se nachází severně od středu města a je přístupná Wolkerovou ulicí. Tvoří klíčový dopravní uzel pro návštěvníky města a bránu do nedalekých Vysokých Tater. Mimo to zajišťuje spojení přes další železniční trať do Kežmarku nebo Staré Ľubovni. Provozovatelem jsou Železnice Slovenskej republiky (ŽSR), které spravují infrastrukturu.

## Provoz

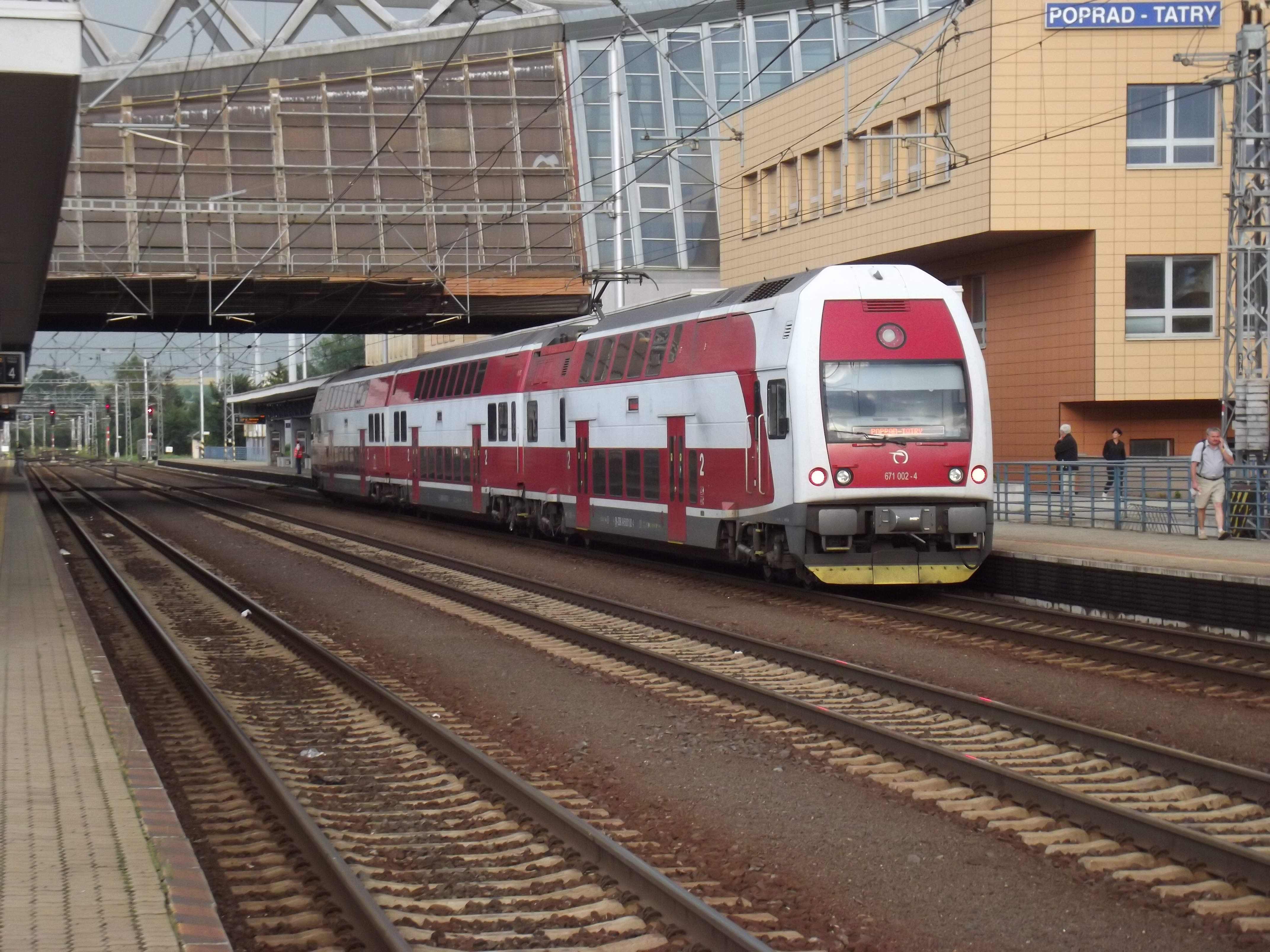
Vlak ve stanici

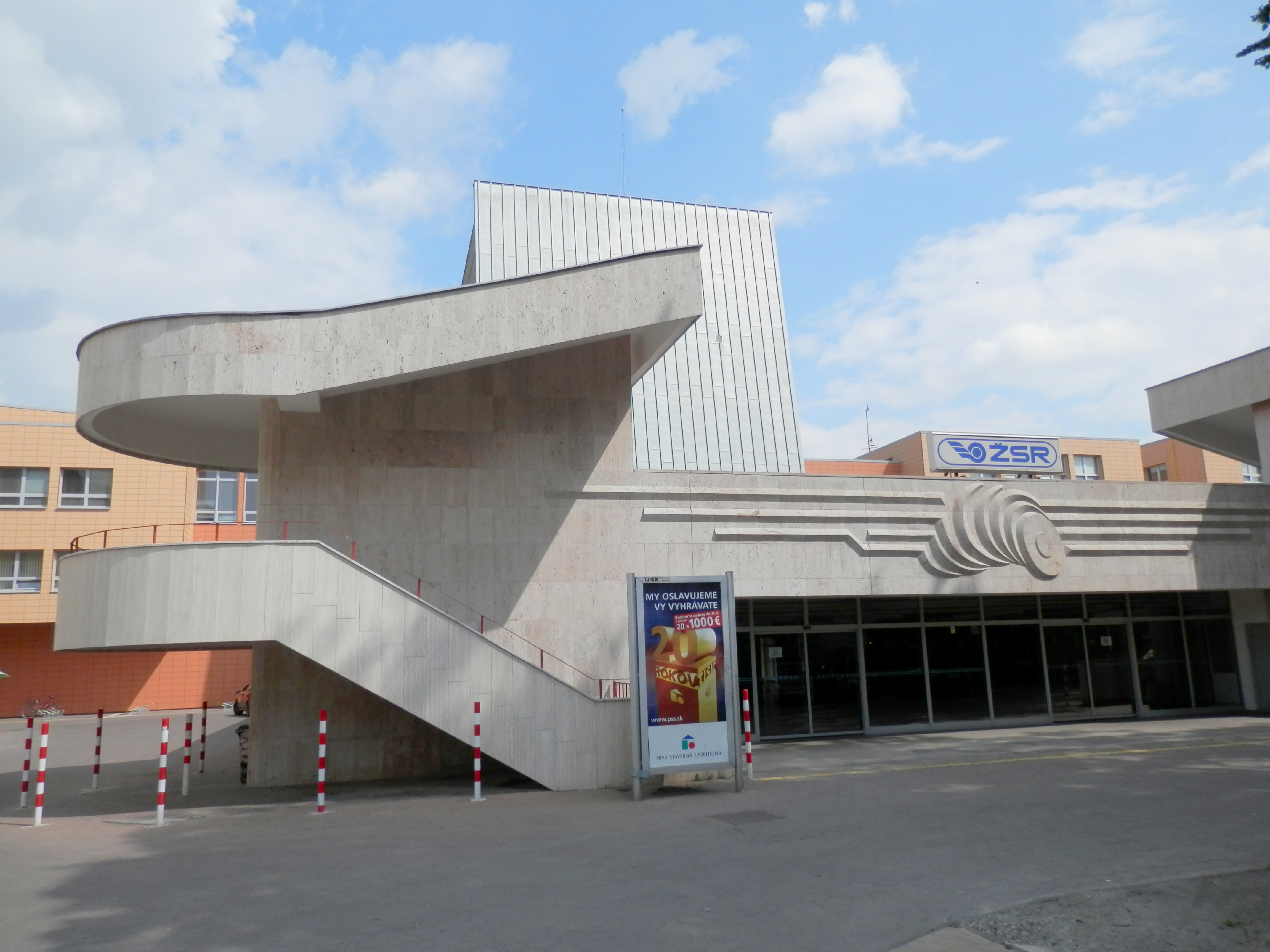
Jižní průčelí

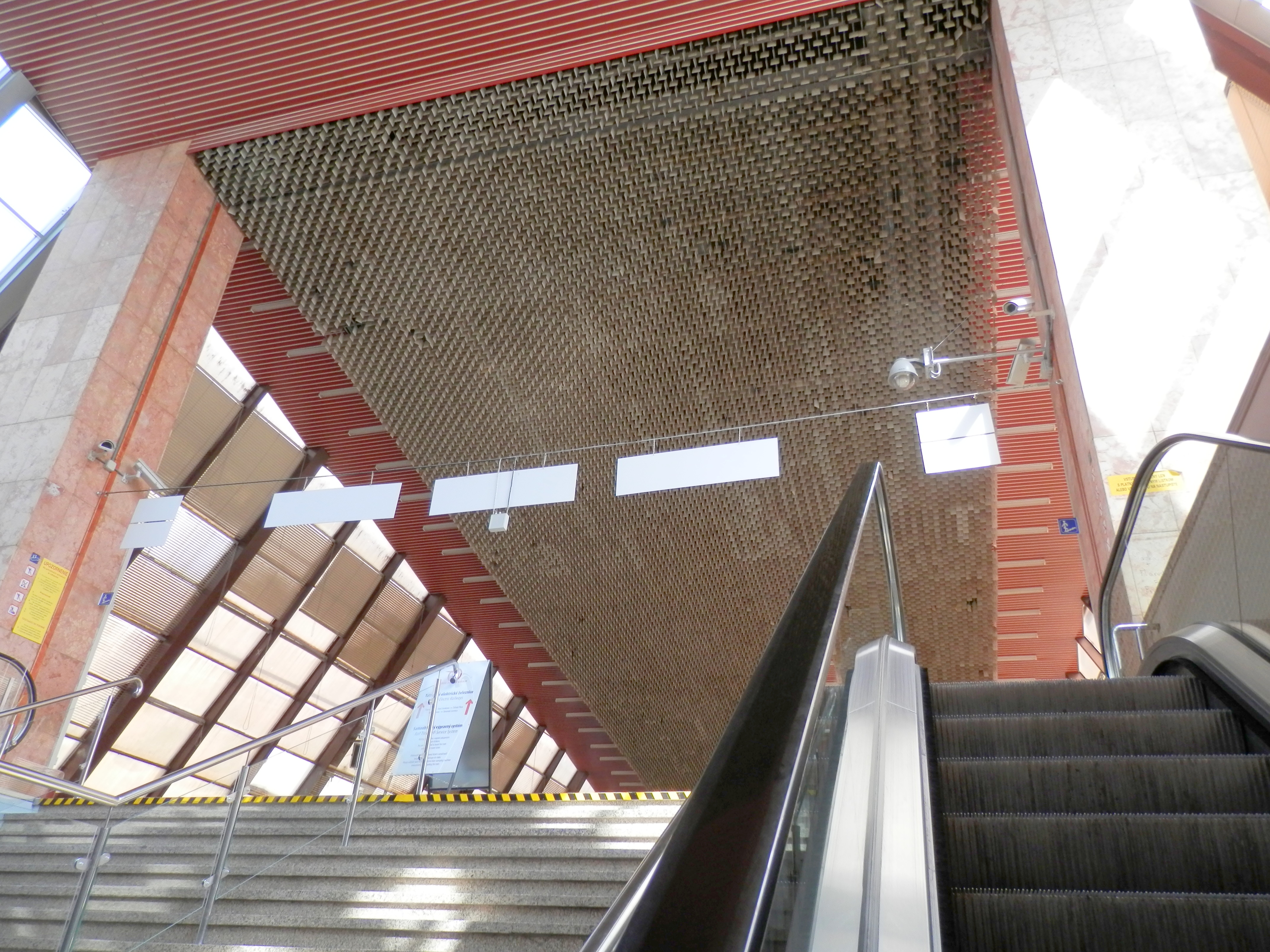
Přestupní prostor k Tatranské elektrické železnici

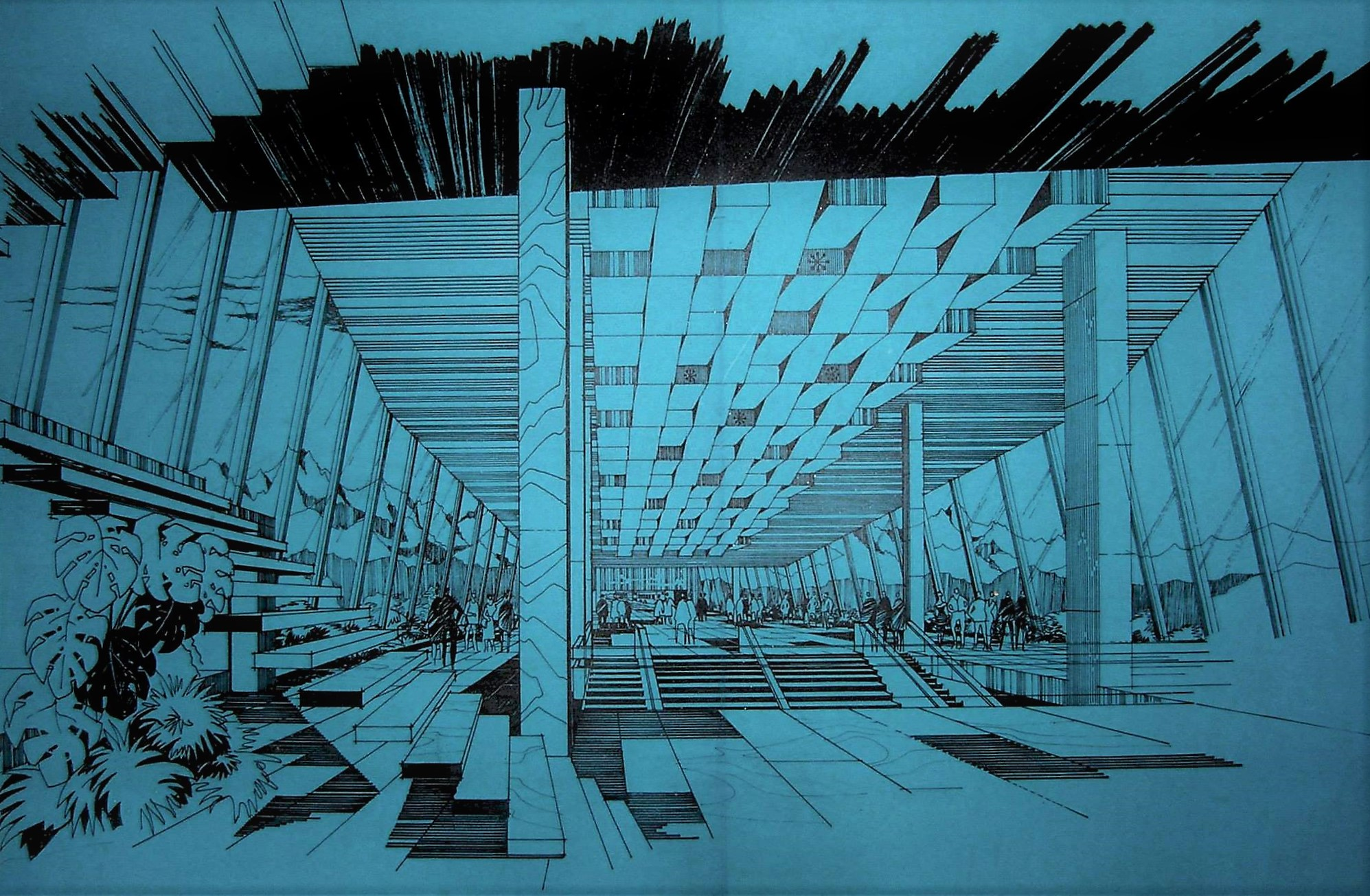
Architektova představa podoby stanice

Kromě státní Železničné spoločnosti Slovensko (ZSSK) zastavují ve stanici Poprad-Tatry také vlaky soukromých dopravců. Jedná se o českého dopravce RegioJet a jím provozované vlaky z Prahy do Košic. Dále tudy jezdí vlak EuroNight (spolupráce ZSSK a ČD) z Humenného do Prahy a vlak SuperCity Pendolino Košice z Prahy do Košic (od srpna 2024 nahrazen vlakem EuroCity Košice z důvodu opravy jednotky 680 Pendolino). Od září 2024 jsou v provozu moderní soupravy ComfortJet od Českých drah).[zdroj?]
Kromě již zmíněné trati č. 180 (Železniční trať Košice–Žilina) sem také vede trať č. 185 (Železniční trať Poprad-Tatry – Studený Potok – Plaveč / Tatranská Lomnica) a již zmíněná Tatranská elektrická železnice.

## Historie

### Do přestavby
Stanice byla dána do užívání v roce 1871 s dokončením úseku Žilina-Poprad Košicko-bohumínské dráhy. Koncovou stanicí byla pouhé čtyři dny, než byl dán do užívání úsek do Spišské Nové Vsi. V roce 1908 sem byla zavedena úzkorozchodná železnice z Tater.
První transport slovenských Židů do vyhlazovacího tábora Auschwitz-Birkenau byl z nádraží vypraven dne 25. března 1942. Tento vlak vezl asi tisíc židovských dívek a mladých žen. Většina dalších transportů slovenských Židů odjížděla rovněž z Popradu. Do zastavení transportů na konci roku 1942 bylo ze Slovenska do Polska deportováno více než 58 000 Židů. V roce 2002 byla na nádraží instalována pamětní deska, která tyto události připomíná.

### Přestavba a přemístění TEŽ
Stanice z 19. století neodpovídala potřebám moderní železniční dopravy a rozvoje regionu a především nedalekých Vysokých Tater z turistického hlediska. Proto byl vypracován projekt modernizace celého nádraží. Hlavní změnou byl vznik mimoúrovňového křížení a přesunutí hlavové stanice Tatranské elektrické železnice na most nad normálněrozchodné kolejiště. To si vyžádalo přesun staniční budovy a zbudování zcela nové; původní nádraží mělo být strženo. Nádraží hlavní trati a Tatranské elektrické železnice spolu svírají pravý úhel. 
Nová odbavovací hala na mostní konstrukci vznikla v duchu tehdejší modernistické architektury. Je prostorná a jejím nápadným prvkem jsou sešikmené prosklené stěny a nápadná visutá příhradová konstrukce. V interiéru je potom umístěn nad přístupem k nástupištím kamenný reliéf se stylizovaným panoramatem Vysokých Tater. Nápadné je rovněž průčelí stanice směrem k městu, které je osově souměrné a kde jsou hlavními prvky schodiště a k nim orientované části vystupujícího zastřešení. Fasáda je obložená travertinem. V centrální části jižního průčelí se nachází reliéf se stylizovaným okřídleným železničním kolem. Interiér stanice ztvárnil architekt Jaroslav Kopecký. Nábytek pro interiér byl vyroben na míru pro tuto stanici. Přestože tato část nádraží má svojí unikátní podobu a architektonické kvality, jiné části byly budovány střídměji. Například výpravní budova vznikla z prefabrikovaných dílců stejně, jako tomu bylo na jiných místech v tehdejším Československu.
Základní kámen stavby nové výpravní budovy železniční stanice Poprad-Tatry byl položen dne 2. května 1977, veřejnosti byla předána v roce 1982, v témže roce byla definitivně odstraněna historická výpravní budova. 18. listopadu 1988 byla nová budova vážně poškozena výbuchem plynu, což zdrželo výstavbu nového napojení tratí TEŽ na železniční stanici Poprad-Tatry. V roce 1989 byla rekonstrukce v souvislosti s politickými změnami definitivně zastavena, a tak vše zůstalo při starém, kromě budovy, postavené ještě za socialismu. Nová přestupní hala TEŽ byla definitivně dokončena až v roce 1991, poslední vlak TEŽ projel po staré trati (která byla vedená středem města) dne 22. října 1991. V témže roce byla předána přestupní hala pro Tatranskou elektrickou železnici. Kolejiště obou tratí nicméně zůstalo i přesto propojené tratí služební.

### Modernizace stanice v 21. století
Unikátní nádraží nicméně v 90. letech a první dekádě 21. století trpělo, stejně jako řada dobových modernistických objektů špatnou údržbou a velmi rychle stárlo.
Stanice Poprad-Tatry byla modernizována v období od dubna 2006 do srpna 2007. Modernizace zahrnovala „optimalizaci konfigurace kolejiště a modernizaci nástupišť s mimoúrovňovým křížením pěší komunikace spolu s napojením na přestupní halu TEŽ a výpravní budovu“. Byla vybudována dvě ostrovní nástupiště o délce 400 a 250 metrů a jedno jednostranné nástupiště o délce 400 metrů. Modernizace stála 858 milionů eur. Kč a 858 mil. EUR (28,48 mil. Kč). Zcela bylo obnoveno spojení nástupišť s mostní částí stanice. Vznikl také nový plášť staniční budovy. Nádraží se rovněž stalo zcela bezbariérovým. Stavební práce probíhaly za plného provozu stanice.
V roce 2016 proběhla třetí a poslední etapa rekonstrukce stanice. Byla zrekonstruována přestupní hala a nástupiště TEŽ. Přibyl nový požární systém, kamerový systém a vznikla také nová restaurace. Práce byly dokončeny v roce 2018 nákladem 3,6 milionů eur.

## Význam a vybavení
Ve stanici se nachází výkonné pracoviště sekce řízení provozu košického oblastního ředitelství ŽSR.
Stanice má bezbariérový přístup a její kapacita byla zvýšena na 2000 cestujících za hodinu. Trať byla rekonstruována v délce 9498 metrů. Náklady na stavbu činily 838,8 mil. Sk. EUR (27,84 mil. Kč) a stavba se stala finalistou soutěže Stavba roku 2008. Slavnostní otevření rekonstruované stanice se uskutečnilo 26. září 2007.
Na kolejiště stanice je napojeno několik továren: na východní straně závod společnosti Tatravagónka a na straně západní několik dalších (Tatrafruct, Poľnonákup aj.).